# Llaços ardents
Llaços ardents (títol original en anglès: Bound) és una pel·lícula estatunidenca dirigida per Lana i Lilly Wachowski, llavors Andy i Larry, sota el nom col·lectiu The Wachowski Brothers, estrenada el 1996. Ha estat doblada al català.

## Argument
Violeta, amant d'un truà especialitzat en el blanqueig de diners per a la màfia, s'enamora violentament de Corky, una lladre en llibertat provisional després de cinc anys de presó i que està repintant el pis dels seus veïns. Violeta decideix seduir Corky. No li falten arguments perquè el seu company amaga al seu pis dos milions de dòlars…

## Repartiment
- Gina Gershon: Corky
- Jennifer Tilly: Violeta
- Joe Pantoliano: Caesar
- John P. Ryan: Micky Malnato
- Barry Kivel: Shelly
- Christopher Meloni: Johnnie Marzzone
- Richard C. Sarafian: Gino Marzzone
- Mary Mara: Sue
- Peter Spellos: Lou
- Susie Bright: Jesse
- Margaret Smith: la dona policia
- Ivan Kane: primer policia
- Kevin Michael Richardson: segon policia
- Gene Borkan: Roy

## Producció

### Desenvolupament
Després d'haver escrit el film Assassins (1995, Richard Donner), Lana i Lilly Wachowski tenen diverses proposicions. El productor d'Assassins, Joel Silver pensa que han de provar que poden tenir un plató en el cinema com a directors.Dino De Laurentiis, que havia comprat el guió d'Assassins, desitja donar-los la seva oportunitat i finança el seu primer film. Abans, però, un altre estudi havia volgut finançar el film, però volia atenuar les escenes de sexe i canviar el personatge de Corky pel d'un home, cosa que els Wachowski van rebutjar.

### Càsting
Jennifer Tilly havia estat audicionada pel paper de Corky, però va preferir el paper de Violet. Linda Hamilton havia estat considerada per fer el paper de Violet, mentre que Marcia Gay Harden va fer una audició per un dels papers femenins. Gina Gershon va recomanar Joe Pantoliano per encarnar Caesar. L'actor retrobarà el duet Wachowski a Matrix, l'any 1999.

### Rodatge
El rodatge va durar 38 dies i va tenir lloc a les localitats californianes de Vernon i Los Angeles.

## Premis i nominacions

### Premis
- Millor direcció als premis National Board of Review 1996.[7]
- Premi a la millor pel·lícula i a la millor actriu (Jennifer Tilly), en el festival Fantasporto 1997.
- Millor film als premis GLAAD Media 1997.

### Nominacions
- Nominació al Gran Premi Especial en el Festival del cinema estatunidenc de Deauville 1996.
- Nominació al premi a la millor pel·lícula d'acció, d'aventures o thriller, millor guió, millor actriu (Gina Gershon), millor segon paper masculí (Joe Pantoliano) i millor segon paper femení (Jennifer Tilly), en els premis Saturn 1997.
- Nominació al Gran Premi de la Unió de la Crítica de Cinema 1997.
- Nominació al premi de la millor fotografia en els Premis Independent Spirit 1997.
- Nominació al premi del petó més bonic (Jennifer Tilly i Gina Gershon), en els premis MTV 1997.

## Crítica
- "Llaços ardents és una d'aquestes pel·lícules que t'excita, et retorça i et deixa panteixant (...) Gershon i Tilly són electritzants juntes (...) Puntuació: ★★★★ (sobre 4)"[8]
- "Existeix un talent real darrere de 'Llaços ardents' i és evident des del primer pla"[9]